# Антоній Потоцький (сенатор)
Антоній Норберт Роберт Потоцький (пол. Antoni Norbert Robert Potocki; 17 червня 1780, м. Монастириська — 18 жовтня 1850, м. Варшава) — граф, генерал бригади війська Польського, сенатор, таємний радник. Внук львівського каштеляна Юзефа Потоцького, молодший брат Станіслава.

## Життєпис
Син галицького та чорштинського старости Юзефа Макарія Потоцького та його дружини Людвіки з Любомірских (донька київського воєводи Станіслава Любомирського). 
З 1792 року був товаришем кавалерії народової армії литовської. Авансував на підхорунжого в полку гвардії кінної міровської, в цім званні вийшов з війська в листопаді 1794 року, осів на селі (можливо, у батька в Монастириську). В молодості був членом, майстром ложі масонів «Брати об'єднані». Повторно пішов на службу 6 грудня 1806 року (армія Князівства Варшавського, підпоручник 2-го полку піхоти). В березні авансував на поручника-ад'ютанта  командира князя Юзефа Понятовского; в серпні — капітан. Брав участь:
- польсько-австрійська кампанія 1809 року (битви під Рашином, Сандомиром; у травні — шеф швадрону),
- кампанія 1812 р. (Смоленськ, Можайск, Чіріков, Вязьма, Красноє, Березина (жовтень — полковник генштабу).

Після повернення отримав командування 8-го полку уланів реформованого Війська Польського (18 січня 1813 року). Брав участь у саській кампанії 1813 року (битва під Лейпціґом), кампанії 1814 року у гвардії гоноровій. Після поразки Наполеона поверн до краю, у січні 1815 року — командир 1-го полку стрільців кінних. Квітень 1816 р. — генерал бригади, став командиром 1-ї бригади дивізії стрільців кінних, в жовтні — 2-ї тої дивізії. У 1824 році титул графа був підтверджений царем. 4 жовтня 1828 року за станом здоров'я — відставка з  пенсією і правом носіння мундира. Перебував у Берліні, де лікувався; мав справи майнові після смерті батька (власник маєтку в Юрківці, поблизу Ямполя). Осів у Монастириську, де вів господарство. Після загибелі брата виїхав до Варшави, де осів. Не брав участі в листопадовому повстанні.
У жовтні 1843 року став сенатором і таємним радником, цар надав право носіння мундиру генерала російської кавалерії з січня 1844 року. 1849 року увійшов до складу Х департаменту радного сенату, став маршалком шляхти Варшавської губернії.     
Похований на Повонзківському цвинтарі у Варшаві разом із дружиною Ізабелою (дочкою Францішека Єльського) та братом Станіславом (ділянка 25-1/2-19/20).
Був нагороджений багатьма відзнаками, зокрема, орден Легія Гонорова (кавалер 1809 р., офіцер 1813 р.), Virtuti Militari (1808 р., 1810 р.), св. Станіслава 1 кл. із зірками, св. Анни 2 кл. з діамантами, відзнакою бездоганної служби військової.

### Сім'я
Двічі одружувався. Перша дружина — донька Станіслава Щенсного Ружа (1780-1862, розлучилися 1812 р.); донька — Ружа (1802-1862), дружина Анджея Замойського — президента Товариства рільничого Королівства Польського (сина Пшемислава (1805-1847), який господарював у маєтках у Монастириськах, Юрківці, помер від холери; син Влодзімєж (помер на 15-й рік життя). Друга дружина — Ізабеля з Єльських (1796-1868, донька Францішека). Діти: Цецилія, Анєля, Амелія, Марія, Влодзімєж (помер на 15-му році життя).